# 신 클라이언트

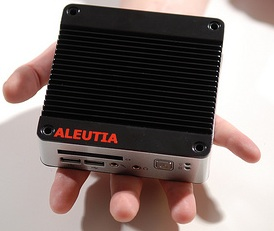
플래시 메모리가 장착된 Aleutia E3 신 클라이언트

신 클라이언트(영어: thin client)는 자신의 계산 역할을 충족시키기 위해 다른 일부 컴퓨터(서버)에 크게 의존하는 컴퓨터나 컴퓨터 프로그램이다. 스스로 역할을 감당하도록 설계된 컴퓨터를 가리키는 전통적인 팻 클라이언트와는 차이가 있다. 서버가 추정하는 특정 역할은 데이터 영속성에서부터 실질적인 정보 처리에 이르기까지 다양하다.
신 클라이언트 컴퓨팅은 또한 소유권의 총 비용을 낮추면서 계산 서비스를 쉽게 관리할 수 있는 하나의 방법이기도 하다.
현대에 잘 알려진 형태의 신 클라이언트로는 최종 사용자에게 그래픽 사용자 인터페이스만을 제공하는 저사양의 단말기이다. 나머지 기능(특히 운영 체제에서)은 서버가 제공한다.

## 역사
신 클라이언트라는 용어는 1993년 오라클의 서버 마케팅 VP 팀 네그리스(Tim Negris)가 만들었는데, 이 때 회사 창립자 래리 엘리슨이 오라클 7의 런칭을 준비하고 있었다. 당시 오라클은 그들의 서버를 마이크로소프트의 데스크톱 지향 제품과는 차별성을 두고 싶어했다.

## 같이 보기
- 팻 클라이언트